# Wiktorzyn (gmina Łaskarzew)
Wiktorzyn – kolonia w Polsce, położona w województwie mazowieckim, w powiecie garwolińskim, w gminie Łaskarzew.